# Scvamozal

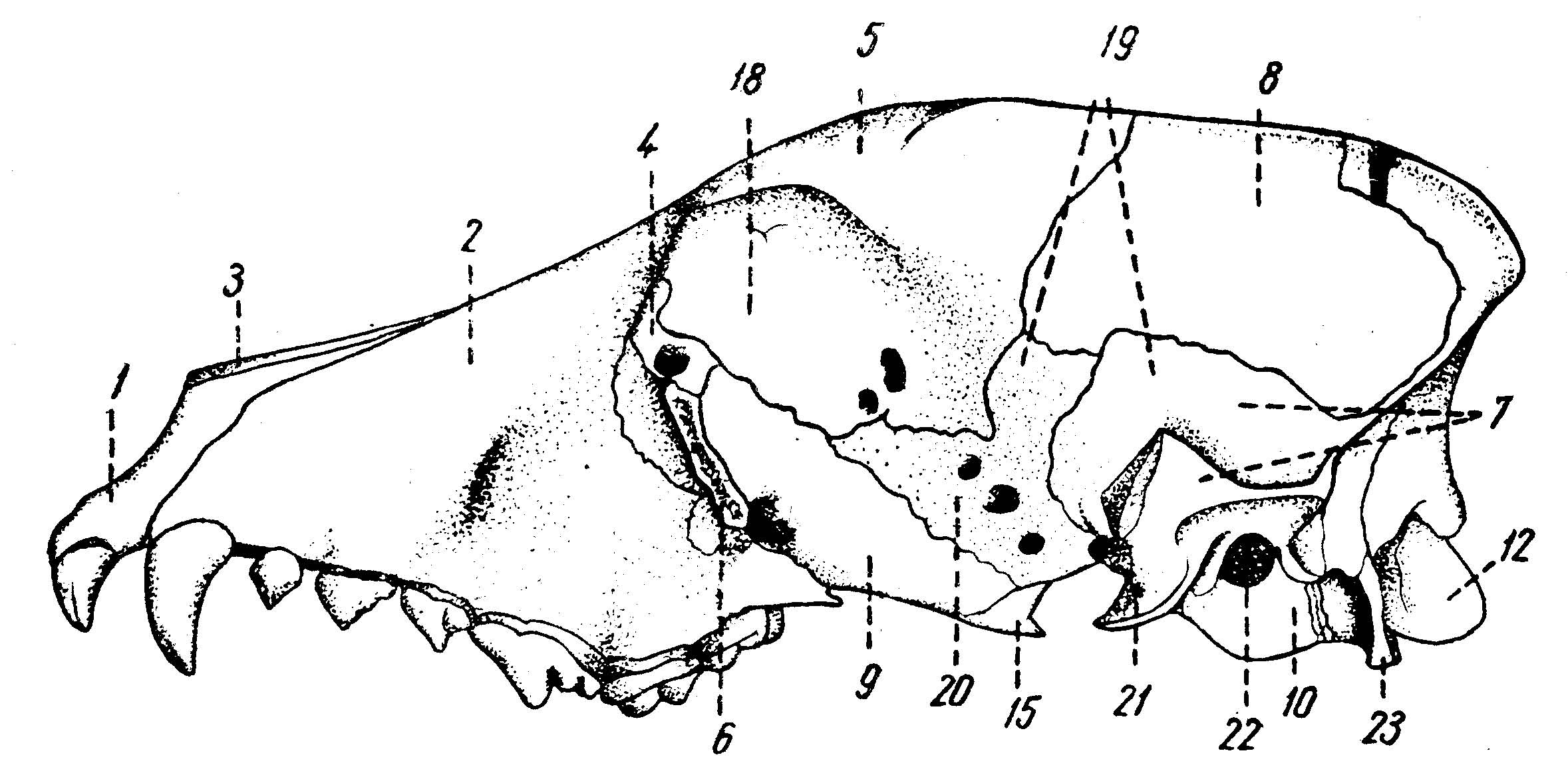
Scheletul capului de câine văzut lateral:
1 — intermaxilar; 2 — maxilar; 3 — nazal; 4 — lacrimal; 5 — frontal; 6 — jugal; 7 — scvamozal; 8 — parietal; 9 — palatin; 10 — bulă timpanică; 12 — occipital; 15 — pterigoid; 18 — orbită, contopită cu 19 — fosa temporală; 20 — alisfenoid; 21 — cavitate glenoidă; 22 — orificiu auditiv; 23 — apofiză paroccipitală.

Scvamozalul este un os de membrană din pereții laterali ai craniului ce se găsește în regiunea auditivă la toate vertebratele și corespunde solzului temporalului la om. Formează împreună cu maxilarul și jugalul arcul temporal.
Scvamozalul la mamifere se sudează de timpuriu la stânca temporalului, formând solzul acestuia și constituind o bună parte din peretele lateral al cutiei craniene, fiind vizibil adesea și pe fața internă a acesteia. Scvamozalul nu se sudează pe toată suprafața sa cu stânca temporalului, ci lasă între ele o cavitate: urechea mijlocie sau casa timpanului, scvamozalul constituind o bună parte din peretele extern al acesteia. Scvamozalul participă și la formarea conductului auditiv extern osos. Scvamozalul are o apofiză anterioară orizontală, apofiza zigomatică, ce se îndepărtează de peretele craniului și se îndreaptă înainte, unindu-se cu jugalul și mai departe cu prelungirea posterioară a maxilarului, formând împreună arcul temporal inferior sau arcada zigomatică. Acest arc, din care lipsește pătratojugalul, are pe fața sa ventrală o scobitură, numită cavitate glenoidă, în care se articulează falca inferioară. La multe rozătoare, carnivore, cetacee și ungulate, peretele extern al casei timpanului proeminează puternic la baza craniului, ca o jumătate de sferă sau de ou, formând așa-numita bulă timpanică. Suprafața cea mai mare a acesteia este formată de regulă din osul timpanic, dar la compunerea ei pot lua parte și osul pietros (lemurieni, simieni), alisfenoidul (marsupiale), bazisfenoidul și scvamozalul.